# SFR Play VOD illimitée
 (mai 2025).
- Si vous ne connaissez pas le sujet, laissez ce bandeau (vous pouvez alors contacter les auteurs).
- Si vous supprimez le contenu mis en cause (vous pouvez préalablement contacter les auteurs),

argumentez précisément cette suppression dans la page de discussion
(un manque de référence n'est pas un argument ; une recherche réelle de référence doit avoir été effectuée, être formellement documentée).
 (juin 2025).
Ne pas confondre avec SFR Play qui est un bouquet de chaînes
SFR Play VOD illimitée (anciennement Zive) est un service de vidéo à la demande assuré par Altice France, lancé le 17 novembre 2015 en concurrence d'autres acteurs tels que Netflix ou Amazon Prime Video. Son lancement s'accompagne d'une nouvelle box dénommée la Box THD , proposée aux abonnés de l'opérateur. Le catalogue du service se compose d'abord de 5 000 films et séries, mais il est prévu de l'étendre à 10 000 titres d'ici six mois et 15 000 titres d'ici un an[Quand ?]. En janvier 2017, le service revendique 1,2 million de clients.

## Catalogue
SFR Play VOD illimitée proposait des films, des séries télévisées et des dessins animés. SFR Play avait une exclusivité sur certaines séries de l'opérateur Hot, faisant partie du groupe Altice, dont Sirènes[source insuffisante].

### Séries

#### Première diffusion en France
- Les Médicis : Maîtres de Florence[3] (2016)
- Sirènes[3] (2016)
- Riviera[4]
- Absentia (depuis le 27 octobre 2017)[5]

## Disponibilité
SFR Play VOD illimitée est inclus dans les offres fixes et mobiles de SFR. Le service est également disponible pour tous en OTTdepuis le 31 janvier 2017.